# 行政訴訟
行政訴訟（ぎょうせいそしょう）とは、行政事件に関する訴訟。
公権力の行使の適法性などを争い、その取消し・変更などを求める訴訟等がある。特別の訴訟法が適用され、このうち行政裁判所が裁判するものを「行政訴訟」、司法裁判所が裁判するものを特に実定法上「行政事件訴訟」と呼ぶこともある。現在の日本国憲法下では、すべて司法裁判所によって裁判される。
国家賠償法に基づく損害賠償請求事件は、最広義では行政訴訟とみなす余地もあるが、特別の訴訟法が適用されず民事訴訟として扱われていることから、行政訴訟には含まれない。

## 概要
大陸法系諸国では、裁判所とは別個に行政裁判所が設置されることが多く、大日本帝国憲法下の日本でも同61条及び行政裁判法により、「行政裁判所」が設置されていた。日本国憲法はこれを廃止し、司法機関としての裁判所が一切の法律上の訴訟を裁判すると規定された (裁判所法3条 裁判所の権限)。
しかし、1948年に公職追放された元農相の平野力三の地位保全の仮処分申請を巡る平野事件を契機に、行政事件は民事訴訟と異なる特別な扱いを認める必要があるとして、同年に行政事件訴訟特例法が制定された。それが1962年に全面改正されて現行の行政事件訴訟法となった。行政裁判所は廃止されたが、行政事件に別様の扱いを認める制度は存続しているといえる。
最高裁によれば原告勝訴率は約10％(一部勝訴を含む)。しかしながら、現在のところ勝率5割近い弁護士も中には居る。
- 行政事件訴訟法は、以下で条数のみ記載する。

## ドイツにおける行政訴訟

### 訴訟の理論的分類
民事訴訟においては、原告の要求する判決の内容に応じて、給付訴訟・形成訴訟・確認訴訟の３種に分類することが伝統的に行われてきた。
ドイツ連邦行政裁判法は、基本的には、処分取消訴訟・無効確認訴訟・義務付け訴訟をそれぞれ形成訴訟・確認訴訟・給付訴訟の一亜型として位置づける。

## 日本における行政事件訴訟
日本法では、行政事件訴訟法において行政事件訴訟が定められており、また、かつての行政訴訟とは異なり、司法裁判所が取り扱うものとされている。行政事件訴訟は民事訴訟ではないが、行政事件訴訟に関し行政事件訴訟法に定めがない事項については民事訴訟の例によるものとされている。
現在の日本の行政事件訴訟には、その態様により2つの訴訟に大別できる。
1. 主観訴訟　個人的な権利利益の保護を目的とする訴訟
2. 客観訴訟　客観的（非個人的）な法秩序の適正維持を目的とする訴訟

さらに、それらについても行政事件訴訟法により下記の如く分類される。それぞれの類型の説明は、各項目の項または「行政事件訴訟法」の項を参照のこと。

### 主観訴訟
私人の権利保護を目的とする。

#### 抗告訴訟
行政庁の公権力の行使に関する不服の訴訟（3条1項）。
取消訴訟
処分取消訴訟（3条2項）
裁決取消訴訟（3条3項）
無効等確認訴訟
処分・裁決の存否又はその効力の有無の確認を求める訴訟（3条4項）。現在の法律関係に関する訴えによつて目的を達することができないものに限り、提起することができる（36条前段）。出訴期間の制限はない。
取消訴訟により適時に争うことが出来なかった者に補充的に認められ、処分・裁決の取消を適法に提起できる者が提起できる。
予防的無効確認訴訟（36条前段）
当該処分又は裁決に続く処分により損害を受けるおそれのある者の訴え
補充的無効確認訴訟（36条後段）
処分又は裁決の無効等の確認を求めるにつき法律上の利益を有する者の訴え
不作為の違法確認訴訟
処分又は裁決をすべきであるにもかかわらず、これをしないことについての違法の確認を求める訴訟（3条5項）。処分・裁決についての申請をした者に限り、提起することができる（37条）。出訴期間の制限はない。
判例： 不作為の違法確認等請求（昭和47年11月16日 最高裁判例)
義務付訴訟
申請・審査請求に対し相当の期間内に何らかの処分・裁決がされないか、処分・裁決がされた場合、取り消されるべきもの、又は無効もしくは不存在であるときに提起できる（37条の3第1項）。
直接型（非申請型）義務付訴訟
行政庁が一定の処分をするべきであるにもかかわらず、これがされないときの訴訟（3条6項1号）。
重大な損害を生ずるおそれがあり、かつ、その損害を避けるために他に適当な方法がないときに限り、提起することができる（37条の2第1項）。
行政庁が一定の処分をすべき旨を命ずることを求めるにつき法律上の利益を有する者に限り、提起することができる（37条の2第3項）。
行政庁がその処分をすべきであることがその処分の根拠となる法令の規定から明らかであると認められ、又は行政庁がその処分をしないことがその裁量権の範囲を超え、もしくはその濫用となる、と認められるときは、裁判所は、行政庁がその処分をすべき旨を命ずる判決をする（37条の2第5項）。
例：原子力発電所の施設改善命令を出すように求める訴訟
申請満足型義務付け訴訟
一定の処分、又は裁決を求める旨の法令に基づく申請、又は審査請求がされた場合において、当該行政庁がその処分、又は裁決をすべきであるにもかかわらず、これがされないとき、裁決をすべき旨を命ずることを求める訴訟をいう（3条6項2号）。
申請又は審査請求をした者に限り、提起することができる（37条の3第2項）。
行政不作為型
当該法令に基づく申請、又は審査請求に対し、相当の期間内に何らかの処分、又は裁決がされないとき（37条の3第1項1号）。
処分又は裁決に係る不作為の違法確認の訴えを併合して提起しなければならない（同条3項1号）。
拒否処分型
申請又は審査請求を却下し又は棄却する旨の処分又は裁決がされた場合において、当該処分又は裁決が取り消されるべきものであり、又は無効若しくは不存在であるとき（同条1項2号）。
処分又は裁決に係る取消訴訟又は無効等確認の訴えを併合して提起しなければならない（同条3項2号）。
仮の義務付
義務付けの訴えがあった場合において、その義務付けの訴えに係る処分がされないことにより生ずる償うことのできない損害を避けるため緊急の必要があり、かつ、本案について理由があるとみえるときは、裁判所は申立てにより決定をもって仮に行政庁がその処分又は裁決をすべき旨を命ずることができる（37条の5第1項）。
公共の福祉に重大な影響を及ぼすおそれがあるときは命ずることができない（37条の5第3項）。
内閣総理大臣の異議（27条）が適用される。
例→保育園の入園について、本案を待っていたのでは、保育園に入園して保育を受ける機会を喪失する可能性が高く、保育園に入園して保育を受ける機会を喪失するという損害は、その性質上、原状回復ないし金銭賠償による填補が不能な損害である。許容事例　平成17(行ク)277  平成18年1月25日 　東京地方裁判所決定
差止訴訟
行政庁が処分・裁決をしてはならない旨を命ずることを求める訴訟（3条7項）。重大な損害を生ずるおそれがある場合で、他に適当な方法がないときに提起できる（37条の4第1項）。一定の処分・裁決をしてはならない旨を命ずることを求めるにつき法律上の利益を有する者に限り、提起することができる（37条の4第3項）。出訴期間の制限はない（38条1項）。
仮の差止
差止めの訴えの提起があつた場合において、その差止めの訴えに係る処分又は裁決がされることにより生ずる償うことのできない損害を避けるため緊急の必要があり、かつ、本案について理由があるとみえるときは、裁判所は、申立てにより、決定をもつて、仮に行政庁がその処分又は裁決をしてはならない旨を命ずることができる（第37条の5第2項）。
内閣総理大臣の異議（27条）が適用される。
例：営業停止命令が行われ、重大な損害が予想される場合の処分の差止請求。
法定外抗告訴訟
以上の抗告訴訟の類型はすべて法律に定めがあるが、法は立法趣旨として法に定めた類型以外の抗告訴訟もまた認めていると解される。これらの訴訟類型を法定外抗告訴訟或いは無名抗告訴訟と理論上呼ぶ。ただし、これを認めない異説もある。改正後の新行政事件訴訟法において、主に問題となるのは公権力の行使に対する不服を旨とする行政上の法律関係の当事者の権利義務の存否や行為の適否の確認訴訟である義務確認訴訟或いは義務不存在訴訟、並びに権力的妨害排除訴訟である。
処分変更訴訟は行特法の下で「処分の取消しまたは変更」が認められていた経緯に由るが、現在では処分の一部取取消訴訟ないしは変更された処分をなすことを求める義務付け訴訟の一種と見られる。抽象的規範統制訴訟は法律・条例あるいは政省令等の行政立法や行政計画の違法確認・無効確認等の訴えであり、処分性が有れば取消訴訟等として抗告訴訟に含まれるものである。
義務確認訴訟或いは義務不存在は他の法定抗告訴訟との関係で補充的なものとして位置づける判例があるが、複数の公権力の行使に共通の実体法上の法律関係を対象としてその適否を争うことができる確認訴訟は、紛争の抜本的な解決に資するという利点が認められるので常に補充的なものと位置づけられるものではない。
当事者の権利義務等の確認訴訟としての義務確認訴訟並びに義務不存在確認訴訟に対して、同じく当事者の権利義務等の確認訴訟としての公法上の当事者訴訟たる確認訴訟もあり、無名抗告訴訟としての確認訴訟との区別が難しい問題となる。将来予定される不利益的措置に着眼して、それが処分性あるものであるときは無名抗告訴訟、そうでないときは当事者訴訟とした判例も有るが、そうした区別を否定する有力な学説の立場を徹底するとすれば、無名抗告訴訟としての確認訴訟はほとんど当事者訴訟としてのそれに吸収されるだろう。
権力的妨害排除訴訟は、ある種の公共施設の管理運営のような包括的な権力作用についてそこから生ずる不利益の排除を求める訴訟である。新行政事件訴訟法改正後において、この類型は他の義務付け訴訟或いは差止め訴訟との補充性を持たせるべきであると、この類型の提唱者自身は説く。
法定外抗告訴訟(無名抗告訴訟)のうち、義務付け訴訟、予防的不作為訴訟が認められることに争いはない。不利益排除訴訟につき問題となっているが、判例は不利益排除訴訟を否定している。

#### 当事者訴訟
当事者間の法律関係を確認し又は形成する処分又は裁決に関する訴訟で法令の規定によりその法律関係の当事者の一方を被告とするもの、公法上の法律関係に関する確認の訴えその他の公法上の法律関係に関する訴訟をいう（4条）。前者を形式的当事者訴訟、後者を実質的当事者訴訟という。
法令に出訴期間の定めがある当事者訴訟は、その法令に別段の定めがある場合を除き、正当な理由があるときは、その期間を経過した後であつても、これを提起することができる（40条）。実質的当事者訴訟には法令で出訴期間を定めたものはないので、この規定は形式的当事者訴訟に関するものである。
抗告訴訟に関する規定の準用（41条）
日本において、国家賠償訴訟は民事訴訟として取扱い、行政事件訴訟法の適用を受けないという先例が確立している。
行政庁の権限の行使を訴訟物としないので民事訴訟に近く、ほとんどが民事訴訟の規定により審理される。
元々行特法において行政訴訟を取消訴訟と当事者訴訟の二つを認め、当事者訴訟の中に取消訴訟が含まれると観念された。ところが行訴法が行政訴訟を「抗告訴訟」、「当事者訴訟」、「民衆訴訟」、「機関訴訟」の4類型に分けたことにより、抗告訴訟の中核である取消訴訟と当事者訴訟は分離された。因みに当事者訴訟という語が最初に現れたのは1962年の行訴法においてである 。
実質的当事者訴訟
公法上の法律関係に関する訴訟。行訴法の2004年改正により、「公法上の法律関係に関する確認の訴え」として確認訴訟が実質的当事者訴訟に明記された。行政処分以外の、行政立法、行政計画、通達、行政指導等についてはそれまで抗告訴訟で争うことが困難であったが確認訴訟を活用することで解決の方向性が示された。これによりそれまであまり重視されてこなかった実質的当事者訴訟に急に関心が集まった。なお、実質的当事者訴訟を、行政訴訟のうちの抗告訴訟を除いたものと説明する説もある。
- 公務員の地位確認訴訟
- 憲法29条に基づく損失補填の請求訴訟
- 租税の過誤納の返還請求
- 損失補償（消防法29条3項、水防法28条2項）
- 日本国籍の確認の訴え
- 公法上の契約に関する訴訟

形式的当事者訴訟
当事者間の法律関係を確認し又は形成する処分又は裁決に関する訴訟で法令の規定によりその法律関係の当事者の一方を被告とするもの
損失補償の訴え（土地収用法133条3項）
提起した者に応じて土地所有者又は、起業者が被告となる。
特許無効審判・延長登録無効審判に対する訴訟（特許法179条但書）

### 客観訴訟
客観的な法秩序の維持を目的とする。

#### 民衆訴訟
国又は公共団体の機関の法規に適合しない行為の是正を求める訴訟で、選挙人たる資格その他自己の法律上の利益にかかわらない資格で提起するものをいう(5条)。
法律に定める者に限り、提起することができる(42条)。
- 住民訴訟(地方自治法242条の2)
- 当選訴訟(公職選挙法203条)

#### 機関訴訟
国又は公共団体の機関相互間における権限の存否又はその行使に関する紛争についての訴訟をいう(6条)。
法律に定める者に限り、提起することができる(42条)。
- 代執行訴訟(地方自治法245条の8第3項)
- 首長と議会との紛争の裁定の訴訟(地方自治法176条7項)
- 国の関与に関する訴え(地方自治法251条の5)
- 都道府県の関与に関する訴え（地方自治法252条）

## 訴訟要件

### 被告適格について
抗告訴訟については処分又は裁決をした行政庁が国又は公共団体に所属する場合は、当該処分ないし裁決をした行政庁が所属する国又は公共団体が被告適格（当事者適格）を有する（行政事件訴訟法11条１項）。
例えば、法務大臣がした処分については法務大臣が所属する国が被告適格を有し、東京都知事がした処分については、東京都知事が所属する東京都が被告となる。
処分又は裁決をした行政庁が国又は公共団体に所属していない場合は、その行政庁が被告適格を有する（同法2項）。建築確認について指定確認検査機関が行った場合の取消訴訟の被告適格を有するのは指定確認検査機関となる。
そして、前2項の規定により被告とすべき国若しくは公共団体又は行政庁が存在しない場合は、処分または裁決に係る事務が帰属する国又は公共団体が被告適格を有する。建築確認を行った指定確認検査機関が解散して、被告となる行政庁が存在しなくなった場合、当該事務が帰属する都道府県が被告適格を有する。
その他、民衆訴訟や機関訴訟の場合における被告については行政庁が被告適格を有する場合がある。
国が被告となる場合、法務大臣が国を代表する。その普通裁判籍の所在地は法務省の所在地となる。都道府県の場合は、通常は都道府県知事が代表者となり、その普通裁判籍の所在地は主たる事務所、すなわちその都道府県庁の所在地となる。ただし、地方公共団体に設置されている独立行政委員会（教育委員会等）ないしその属する行政庁にかかる行政事件訴訟についての公共団体に関しては、当該独立行政委員会が代表者となる旨の規定がおかれている。
なお、行政事件訴訟法15条に「被告を誤つた訴えの救済」の規定がある。

## 審理

### 証明責任
行政訴訟において証明責任をいずれが負うのかは、難しい問題である。行訴法立法当初において規定で定めるには見解が分かれており、見送られたほどである。